# Jamaat Shaim
Jamaat Shaim è una città del Marocco, nella provincia di Safi, nella regione di Marrakech-Safi.
La città è anche conosciuta come Jamaʿat Sah̨īm.